# Аркадио Лопез
Аркадио Хулио Лопез (шп. Arcadio Julio López; рођен 15. септембра 1910, датум смрти није познат) био је аргентински фудбалски дефанзивац који је играо за Аргентину на Светском првенству у фудбалу 1934. Играо је за многе клубове, укључујући Атлетико Ланус (1931-1934 и 1942), Спортиво Буенос Ајрес (1934), Феро Карил Оесте (1935-1937) и Бока Јуниорс (1938-1942). Био је заменик тренера Боке Јуниорс 1963. године, у утакмици Бока Јуниорс против Универзидад де Чилеа где је Бока победила са 1:0, за Копа либертадорес.